# Velouchina

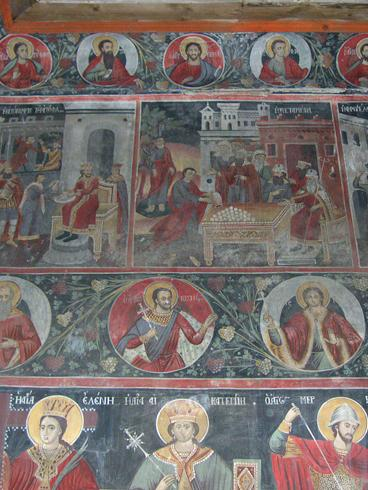
Fresque de l'église Dormition de la Vierge Marie, Velouchina

Velouchina (en macédonien Велушина) est un village du sud-est de la Macédoine du Nord, situé dans la municipalité de Bitola. Le village comptait 160 habitants en 2002.

## Démographie
Lors du recensement de 2002, le village comptait :
- Albanais : 79
- Macédoniens : 73
- Roms : 5
- Serbes : 3